# Риљск
Риљск (рус. Рыльск) град је у Русији у Курској области.

## Становништво
| 1939.  | 1959.  | 1970.  | 1979.  | 1989.  | 2002.  | 2010.  |
| ------ | ------ | ------ | ------ | ------ | ------ | ------ |
| 12.400 | 12.653 | 16.398 | 18.318 | 19.472 | 17.603 | 15.671 |